# Basket Club Oostende
Il Basketbal Club Oostende, noto anche semplicemente come B.C. Oostende o B.C. Ostenda, è una società cestistica avente sede a Ostenda, in Belgio. Fondata nel 1970, gioca nel campionato belga.
Disputa le partite interne nella Sea'Arena, che ha una capacità di 5.000 spettatori.

## Roster 2021-2022
Aggiornato al 28 dicembre 2021.
|    | Naz.                   | Ruolo | Sportivo                     | Anno | Alt. | Peso | Note |
| -- | ---------------------- | ----- | ---------------------------- | ---- | ---- | ---- | ---- |
| 2  | Stati Uniti (bandiera) | GA    | Levi Randolph                | 1992 | 198  | 95   |      |
| 4  | Belgio (bandiera)      | G     | Simon Buysse                 | 1997 | 194  | 84   |      |
| 5  | Stati Uniti (bandiera) | P     | Phil Booth                   | 1995 | 188  | 86   |      |
| 6  | Paesi Bassi (bandiera) | P     | Keye van der Vuurst de Vries | 2001 | 188  | 85   |      |
| 9  | Belgio (bandiera)      | G     | Salim Kediambiko             | 2001 | 195  | 83   |      |
| 14 | Belgio (bandiera)      | AG    | Servaas Buysschaert          | 1999 | 204  | 100  |      |
| 16 | Belgio (bandiera)      | C     | Haris Bratanovic             | 2001 | 209  | 110  |      |
| 17 | Belgio (bandiera)      | AG    | Xander Pintelon              | 2003 | 208  | 81   |      |
| 18 | Finlandia (bandiera)   | AG    | Mikael Jantunen              | 2000 | 203  | 99   |      |
| 20 | Serbia (bandiera)      | PG    | Dušan Đorđević               | 1983 | 195  | 96   |      |
| 25 | Paesi Bassi (bandiera) | C     | Jesse Waleson                | 2001 | 211  | 96   |      |
| 30 | Belgio (bandiera)      | AG    | Pierre-Antoine Gillet        | 1991 | 206  | 105  |      |
| 35 | Ghana (bandiera)       | C     | Amida Brimah                 | 1994 | 208  | 104  |      |
| 44 | Stati Uniti (bandiera) | C     | Brandon McCoy                | 1998 | 213  | 113  |      |
| 89 | Belgio (bandiera)      | GA    | Olivier Troisfontaines       | 1989 | 196  | 86   |      |
|    | Stati Uniti (bandiera) | AP    | Demitrius Conger             | 1990 | 198  | 93   |      |

### Staff tecnico
| Allenatore: | Dario Gjergja    |
| Assistente: | Thierry Declercq |

## Cestisti
- Julien Rahier 2001-2004
- Sébastien Bellin 2006-2009

## Palmarès
- Campionato belga: 25

1980-1981, 1981-1982, 1982-1983, 1983-1984, 1984-1985, 1985-1986, 1987-1988, 1994-1995, 2000-2001, 2001-2002, 2005-2006, 2006-2007, 2011-2012, 2012-2013, 2013-2014, 2014-2015, 2015-2016, 2016-2017, 2017-2018, 2018-2019, 2019-2020, 2020-2021, 2021-2022, 2022-2023, 2023-2024
- Coppa del Belgio: 20

1962, 1979, 1981, 1982, 1983, 1985, 1989, 1991, 1997, 1998, 2001, 2008, 2010, 2013, 2014, 2015, 2016, 2017, 2018, 2021
- Supercoppa del Belgio: 11

1981, 1982, 1988, 1989, 1998, 2000, 2006, 2014, 2015, 2017, 2018
- Coppa del Benelux: 1

1988
- BNXT League: 1

2023-2024
- Supercoppa BNXT: 3

2021, 2022, 2023